# NGC 4145
NGC 4145 је спирална галаксија у сазвежђу Ловачки пси која се налази на NGC листи објеката дубоког неба.
Деклинација објекта је + 39° 52' 58" а ректасцензија 12h 10m 1,7s. Привидна величина (магнитуда) објекта NGC 4145 износи 10,8 а фотографска магнитуда 11,5. Налази се на удаљености од 20,873 милиона парсека од Сунца. NGC 4145 је још познат и под ознакама UGC 7154, MCG 7-25-40, CGCG 215-42, KUG 1207+401, KCPG 324A, PGC 38693.